# Käthe-Kollwitz-Schule (Anklam)

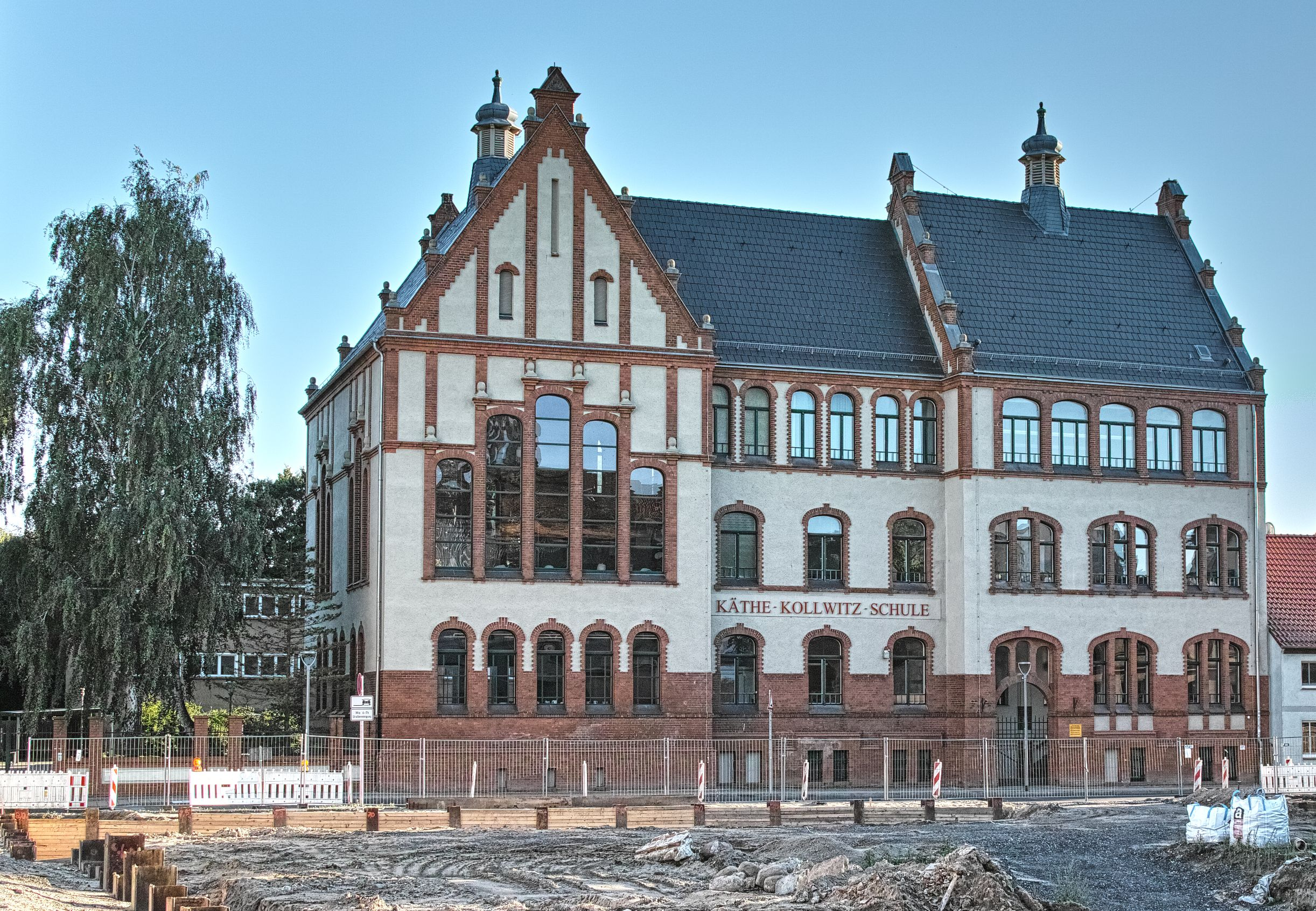

Die Käthe-Kollwitz-Schule in Anklam (Mecklenburg-Vorpommern), Baustraße 56/58, wurde 1905 gebaut.
Das Gebäude steht unter Denkmalschutz.

## Geschichte
Die Hanse- und Lilienthalstadt Anklam mit 12.331 Einwohnern (2019) wurde erstmals 1243 als oppidum (Siedlung) und 1264 als civitas (Stadt) erwähnt.
Seit 1535 gab es eine Ratsschule. 1811 wurde daraus eine Höhere Bürgerschule (Mittelschule).
Unter Bürgermeister Carl Kirstein erhielt Anklam 1847 wieder ein Gymnasium, das 1851 im neuen dreigeschossigen Schulgebäude, Wollweberstraße 1, seinen Sitz hatte (später Rosa-Luxemburg-Schule, ab 2007 Evangelische Schule Peeneburg).
1840 wurde eine „Höhere Töchterklasse“ eingerichtet und 1842 mit einer privaten Mädchenschule vereinigt. Von 1843 bis 1855 war Mathilde Büttner Vorsteherin der Schule. 1852 erhielt die Höhere Töchterschule mit vier Klassen die durch den Umzug des Gymnasiums freigewordenen Räume am Nikolaikirchhof. 1858 kaufte die Stadt als Erweiterung der Schule das spätere Postgebäude in der Steinstraße. 1864 zog die Höhere Töchterschule in das neue dreigeschossigen Haus Ecke Baustraße/Brüderstraße um.
Das dreigeschossige Gebäude mit einem seitlichen Giebelrisalit, den zwei Dachreitern, den vielen Fialen auf den drei Giebelseiten wurde 1905 als Höhere Töchterschule (Luisenschule, Städtische gehobene Mädchenschule, seit 1911 Luisenschule, Städtisches Lyzeum, auch Luisen-Lyzeum) gebaut. Im Volksmund hieß sie auch „Grafenschule“, da ein Graf von Schwerin als Landrat den Neubau veranlasst hatte. Die Schule hatte zunächst 11 Klassenräume, eine repräsentative Aula, die auch als Konzertsaal für die Aufführungen des Konzertvereins diente, sowie eine Turnhalle.
Im Zweiten Weltkrieg war hier auch ein Lazarett. Von 1945 bis 1949 war hier das provisorische Rathaus der Stadt. Seit September 1949 heißt sie Käthe-Kollwitz-Schule; sie war eine Erweiterte Oberschule (EOS) mit zunächst 400 Mädchen, die im Schichtunterricht lernten. Ab 1950 besuchten Mädchen und Jungen gemeinsam die Schule. Durch einen südlichen, dreigeschossigen Erweiterungsbau wurden weitere Klassenräume geschaffen.
Sie ist heute eine zweizügige Regionalschule mit den Klassen 5 bis 10. Das Gebäude wurde nach 1991 im Rahmen der Städtebauförderung saniert. Vier- bis fünfgeschossige Schulbauten sollen bis 2021 nach Abriss eine Plattenbaus den Schulcampus im Süden bis 2022/23 ergänzen und der Regionalschule wie auch einer Grundschule dienen.